# 夏威夷大學希洛分校
夏威夷大學希洛分校（簡稱UH Hilo），是美國的一所公立大學，位於夏威夷州希洛，是夏威夷大學系統的分支之一。該校於1941年以「夏威夷職業學院」（Hawaiʻi Vocational College，又稱Hawaiʻi College）之名創立，後於1947年開辦希洛課程，1970年正式成立四年制大學。

## 外部連結
- 官方網站 （页面存档备份，存于）（英文）